# Храм Иоанна Предтечи (Чехов)
Храм Иоанна Предтечи города Чехов (Иоанно–Предтеченская церковь в Садках) — приходской православный храм в городском округе Чехов, в городе Чехов. Относится к Чеховскому благочинию Подольской епархии Русской православной церкви.
Является памятником архитектуры регионального значения.

## История
Основан в 1771 году в усадьбе Еропкиных «Садки» во имя Крестителя Господня Иоанна. В XIX веке трапезную расширили за счёт пристроенных приделов: в честь Рождества Иоанна Предтечи и во имя Архистратига Михаила. 4 сентября 1937 года настоятель храма Александр Васильевич Владыченский был арестован и впоследствии расстрелян, храм был закрыт и разорён. После Великой Отечественной войны в церкви построили печи и поместили городскую хлебопекарню.
В 1991 году храм был передан общине верующих и началось его восстановление.

## Архитектура храма
Храм, выполненный в стиле раннего «екатерининского» классицизма с чертами барокко, украшенный филёнками и пилястрами, первоначально состоял из собственно храма и колокольни, соединённых с трапезной. Основной объём здания состоял из четверика, несущую купольную ротонду, удлинённого световым барабаном с крупным яблоком, над которым возвышалась луковичная главка. В XIX веке трапезную расширили за счёт пристроенных приделов: в честь Рождества Иоанна Предтечи и во имя Архистратига Михаила. Тогда же надстроили третий ярус колокольни.